# FirstOneエンターテインメント
FirstOneエンターテインメント（ファーストワンエンターテインメント、朝: 퍼스트원엔터테인먼트、英: First.One Entertainment）は、韓国ソウル特別市に存在する芸能事務所である。2019年1月11日設立。

## 概要
2019年1月11日に設立された。設立者兼代表者であるユン・ソンミは、JYPエンターテインメントに新卒で入社した。その後FNCエンターテインメントなど数々の企業でコンテンツの企画・制作・マーケティングに従事した。彼は、エンターテインメント講師としてビジネスパーソン向けの講座を開いている。
フィリピンにも子会社を保有し、2020年にフィリピンのボーイズグループ・1st.Oneがデビュー。
2022年3月30日、初のボーイズグループ・NINE.iがデビュー。
2022年6月8日、DelightXとNFT事業のため、事業提携を締結したことを発表し、デジタルカードプラットフォーム「METAFLIP」やNFTを活用したオンオフラインコンテンツなどの提供をしている。

## 保有子会社
- FirstOneエンターテインメントフィリピン（英: First.One Entertainment Pilipinas）- 2019年1月11日設立。1st.OneやDIONEなどのフィリピンを拠点に活動を置いているアイドルグループを輩出している。

## 所属

### 歌手
- Kisum
- ホ・チャンミ
- ナ・ユングォン

### グループ
- 1st.One（フィリピン）
- NINE.i
- DIONE（フィリピン）